# Acetobacter
Genre
Espèces de rang inférieur
- Voir texte

Acetobacter est l'un des dix genres de bactéries acétiques, qui constituent une sous-famille de la famille des Acetobacteraceæ relevant de l'ordre des Rhodospirillales.

## Bactériologie d'Acetobacter

### Historique
Louis Pasteur, alors au service des vinaigriers français, met en évidence les processus de fermentation alcoolique et de fermentation acétique. En 1864, il identifie l'une des espèces de bactéries acétiques à l'origine de cette dernière : Acetobacter aceti. Après Pasteur, d'autres chercheurs (Hansen, Duclaux, Henneberg…) identifient d'autres espèces de bactéries acétiques.

### Biotopes endémiques d'Acetobacter
À l'état endémique, les bactéries acétiques sont phytophiles. Elles sont principalement présentes sur les sécrétions des végétaux ou de certains insectes phytophiles (puceron, abeille...) ayant éventuellement subi une fermentation alcoolique : suc de fruit mûr, nectar, miellat, miel, exsudats de sève et d'oléorésine... 
Leur substrat de prédilection varie selon leur chimiohétérotrophie spécifique : solution aqueuse d'éthanol, de glycérol ou d'acide lactique pour Acetobacter. La plupart de ces bactéries ont une interaction biologique commensaliste, certaines espèces telles qu'Acetobacter nitrogenifigens étant endophytes en fixant l'azote à partir de l'ammonium.

### Métabolisme spécifique d'Acetobacter
Les bactéries acétiques du genre Acetobacter sont éthanophiles. Leur métabolisme énergétique leur permet d'assurer un cycle d'oxydoréduction complet, jusqu'à celle de l'acide acétique et de l'acide lactique en dioxyde de carbone et eau par association des oxydoréductases du cycle de Krebs.

## Acetobacterdans la production de boissons alcoolisées et vinaigres

### Acidité volatile et acescence
Dans une solution aqueuse d'éthanol (telle qu'une boisson alcoolisée) ou de glucides non fermentés (telle qu'un moût), la fermentation acétique produite par des bactéries acétiques contribue à l'acidité volatile, particulièrement dans celles résultant directement d'une fermentation alcoolique où subsistent des glucides : vin, bière, saké, cidre, poiré, hydromel, vin d'érable, vin de palme, bière de banane...
Au-delà d'un taux critique d'acidité volatile, la fermentation acétique est à l'origine d'une acescence, une colonie de bactéries acétiques s'organise en un biofilm lors de ce processus. Au-delà d'un taux critique spécifique d'acide acétique dans l'acidité volatile, une solution aqueuse d'éthanol peut subir une piqûre acétique par estérification à partir de l'acide acétique et de l'éthanol produisant de l'acétate d'éthyle.

### Acetobacteren brasserie
Outre Acetobacter cerevisiæ intervenant lors de la fermentation de la bière, Acetobacter lambici intervient en brasserie comme agent d'acidification intentionnelle lors de l'élevage de certaines bières à fermentation mixte (bière rouge notamment) ou à fermentation spontanée (lambic notamment). Cette dernière intervient aussi dans l'élaboration du vinaigre de bière et du vinaigre de malt.

### Acetobacteren viniculture
En viniculture, de nombreuses espèces du genre Acetobacter sont présentes : A. aceti, A. cerevisiæ, A. estuniensis, A. lovaniensis, A. malorum, A. œni, A. orleanensis, A. pasteurianus, A. peroxydans, A. tropicalis...
Chronologiquement, les principales espèces de bactéries acétiques du genre Acetobacter présentes en viniculture interviennent comme suit : A. pasteurianus lors d'une cuvaison, A. aceti lors d'une fermentation malolactique, cette dernière et A. œni sur un vin en fin de vinification, A. orleanensis lors d'un élevage en fûts de bois usagés...

### Acetobacteren vinaigrerie
Des colonies de bactéries acétiques du genre Acetobacter interviennent en vinaigrerie dans l'acescence de solutions aqueuses d'alcool éthylique (principalement des boissons alcoolisées). Elles s'organisent en un biofilm dénommé mère de vinaigre, en présence d'air dans un contenant non ouillé.
Les espèces du genre Acetobacter intervenant dans le processus d'acescence en vinaigre de vin sont principalement A. orleanensis, A. œni et A. aceti. Cette dernière peut se développer en symbiose avec certaines levures (Schizosaccharomyces pombe, Brettanomyces bruxellensis, Torulaspora delbrueckii...), notamment dans la kombucha qui est une boisson alcoolisée ayant subi une fermentation acétique... 
Acetobacter pomorum intervient principalement dans l'élaboration des vinaigres de cidre et de poiré, A. lambici dans celle du vinaigre de bière, A. papayæ dans celles des vinaigres de fruits tropicaux dont le moût a subi une fermentation alcoolique : vinaigre d'ananas, de banane-poyo, de fruit de la passion, de corossol, de papaye, de mangue...
La pasteurisation d'un vinaigre pour le stabiliser se fait à une température comprise entre 60°C (permettant de détruire Acetobacter) et 71°C (au delà de laquelle l'acide acétique s'évapore).

## Espèces, sous-genres et sous-espèces d'Acetobacter

### SelonCatalogue of Life(30 novembre 2015)[4]
- Acetobacter aceti (Pasteur, 1864) Beijerinck, 1898
- Acetobacter cerevisiae Cleenwerck & al., 2002
- Acetobacter cibinongensis Lisdiyanti & al., 2002
- Acetobacter estunensis (Carr, 1958) Lisdiyanti & al., 2001
- Acetobacter fabarum Cleenwerck & al., 2008
- Acetobacter farinalis Tanasupawat & al., 2011
- Acetobacter ghanensis Cleenwerck & al., 2007
- Acetobacter indonesiensis Lisdiyanti & al., 2001
- Acetobacter lovaniensis (Frateur, 1950) Lisdiyanti & al., 2001
- Acetobacter malorum Cleenwerck & al., 2002
- Acetobacter nitrogenifigens Dutta & Gachhui, 2006
- Acetobacter oeni Silva & al., 2006
- Acetobacter orientalis Lisdiyanti & al., 2002
- Acetobacter orleanensis (Henneberg, 1906) Lisdiyanti & al., 2001
- Acetobacter pasteurianus (Hansen, 1879) Beijerinck & Folpmers, 1916
- Acetobacter pomorum Sokollek & al., 1998
- Acetobacter senegalensis Ndoye & al., 2007
- Acetobacter syzygii Lisdiyanti & al., 2002
- Acetobacter tropicalis Lisdiyanti & al., 2001

### SelonITIS(30 novembre 2015)[5]
- Acetobacter aceti (Pasteur, 1864) Beijerinck, 1898
- Acetobacter cerevisiae Cleenwerck & al., 2002
- Acetobacter cibinongensis Lisdiyanti & al., 2002
- Acetobacter estunensis (Carr, 1958) Lisdiyanti & al., 2001
- Acetobacter fabarum Cleenwerck & al., 2008
- Acetobacter farinalis Tanasupawat & al., 2011
- Acetobacter ghanensis Cleenwerck & al., 2007
- Acetobacter indonesiensis Lisdiyanti & al., 2001
- Acetobacter lovaniensis (Frateur, 1950) Lisdiyanti & al., 2001
- Acetobacter malorum Cleenwerck & al., 2002
- Acetobacter nitrogenifigens Dutta & Gachhui, 2006
- Acetobacter oeni Silva & al., 2006
- Acetobacter orientalis Lisdiyanti & al., 2002
- Acetobacter orleanensis (Henneberg, 1906) Lisdiyanti & al., 2001
- Acetobacter pasteurianus (Hansen, 1879) Beijerinck & Folpmers, 1916
- Acetobacter pomorum Sokollek & al., 1998
- Acetobacter senegalensis Ndoye & al., 2007
- Acetobacter syzygii Lisdiyanti & al., 2002
- Acetobacter tropicalis Lisdiyanti & al., 2001

### SelonNCBI(30 novembre 2015)[6]
- Acetobacter calcoaceticus
- Acetobacter cerevisiae
- Acetobacter cibinongensis
- Acetobacter estunensis
- Acetobacter fabarum
- Acetobacter farinalis
- Acetobacter ghanensis
- Acetobacter indonesiensis
- Acetobacter lambici
- Acetobacter lovaniensis
- Acetobacter malorum
- Acetobacter nitrogenifigens
- Acetobacter oeni
- Acetobacter okinawensis
- Acetobacter orientalis
- Acetobacter orleanensis
- Acetobacter papayae
- Acetobacter pasteurianus
  - sous-espèce Acetobacter pasteurianus subsp. ascendens
  - sous-espèce Acetobacter pasteurianus subsp. paradoxus
  - sous-espèce Acetobacter pasteurianus subsp. pasteurianus
    - sous-espèce Acetobacter pasteurianus subsp. pasteurianus LMG 1262 = NBRC 106471
- Acetobacter peroxydans
- Acetobacter persici
- Acetobacter pomorum
- Acetobacter senegalensis
- Acetobacter sicerae
- sous-genre Acetobacter subgen. Acetobacter
  - Acetobacter aceti
- Acetobacter syzygii
- Acetobacter thailandicus
- Acetobacter tropicalis